# ملاقات دیو
ملاقات با دیوید (به انگلیسی: Meet Dave) فیلمی محصول سال ۲۰۰۸ و به کارگردانی برایان رابینز است. در این فیلم بازیگرانی همچون ادی مورفی، الیزابت بنکس، گابریله یونیون، اد هلمز، اسکات کان، کوین هارت، مایک اومالی، میگوئل ای. نونیز جونیور و آلیسن اشلی آرم ایفای نقش کرده‌اند.